# Sphaerodactylus savagei
Espèce
Synonymes
- Sphaerodactylus notatus savagei Shreve, 1968
- Sphaerodactylus notatus juanilloensis Shreve, 1968

Statut de conservation UICN

 NT  : Quasi menacé
Sphaerodactylus savagei est une espèce de geckos de la famille des Sphaerodactylidae.

## Répartition
Cette espèce est endémique de République dominicaine. Elle se rencontre dans les provinces d'El Seibo et de La Altagracia, ainsi que sur l'île Saona.

## Liste des sous-espèces
Selon The Reptile Database (18 juin 2012) :
- Sphaerodactylus savagei juanilloensis Shreve, 1968
- Sphaerodactylus savagei savagei Shreve, 1968

## Étymologie
Cette espèce est nommée en l'honneur de Jay Mathers Savage.

## Publication originale
- Shreve, 1968 : The notatus group of Sphaerodactylus (Sauria, Gekkonidae) in Hispaniola. Breviora, n. 280, p. 1-28 (texte intégral).